# 布里斯托尔工业博物馆
布里斯托尔工业博物馆（Bristol Industrial Museum）曾是英格兰布里斯托尔的一座[博物馆，位于布里斯托港的王子码头。展出的物品包括布里斯托尔的工业历史，包括航空、汽车和汽车制造以及印刷，以及记录布里斯托尔航海历史的展品。以及王子码头沿线附近保存下来的工业遗迹，包括布里斯托港铁路、起重机和保存完好的船只。博物馆由布里斯托市议会管理]。
布里斯托尔工业博物馆已于2006年10月29日关闭。原址改为新的博物馆M Shed，保留相同的外观和铁路、起重机和船只等许多展品。2011年6月17日开业。

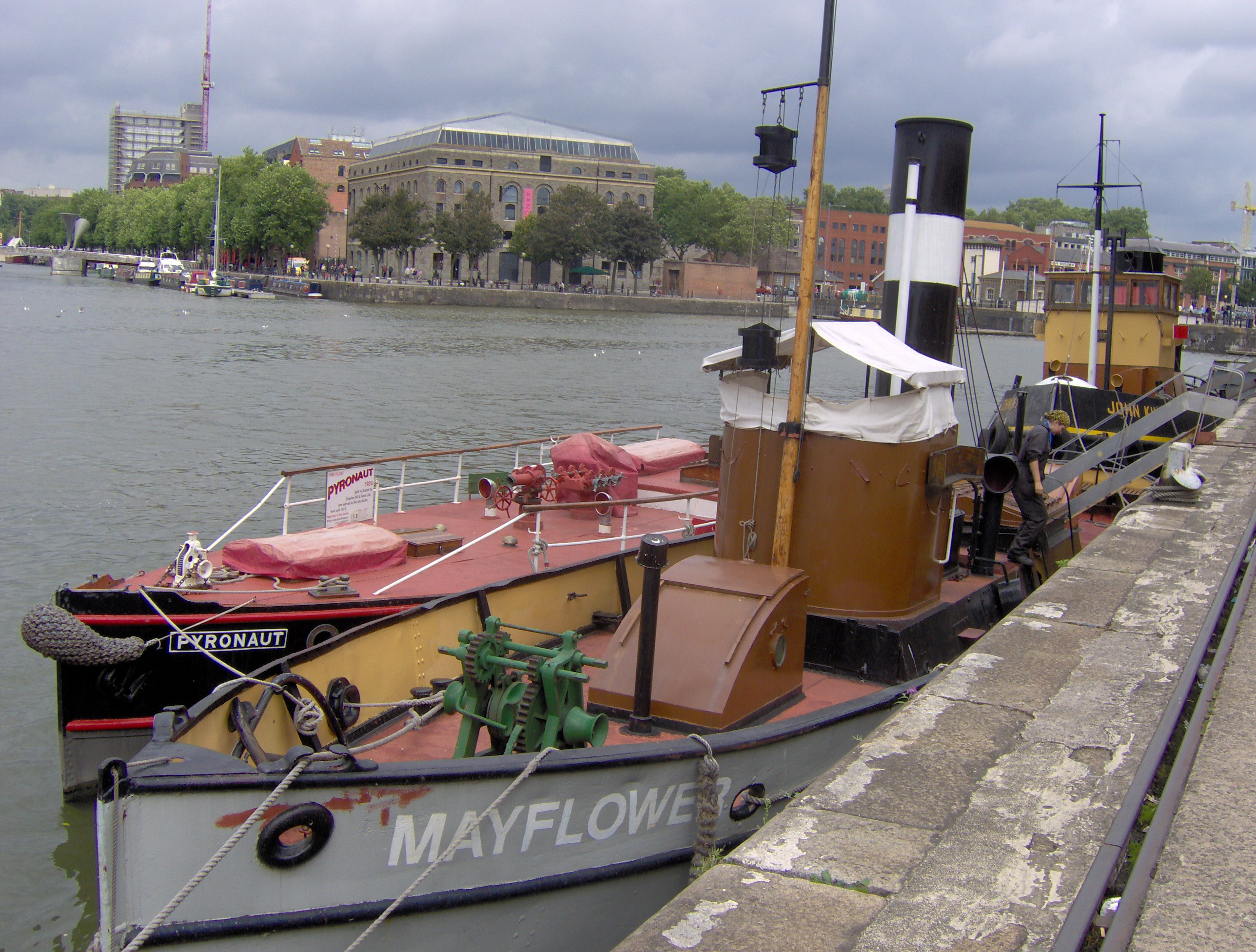
Fireboat "Pyronaut" and steam tug "Mayflower"

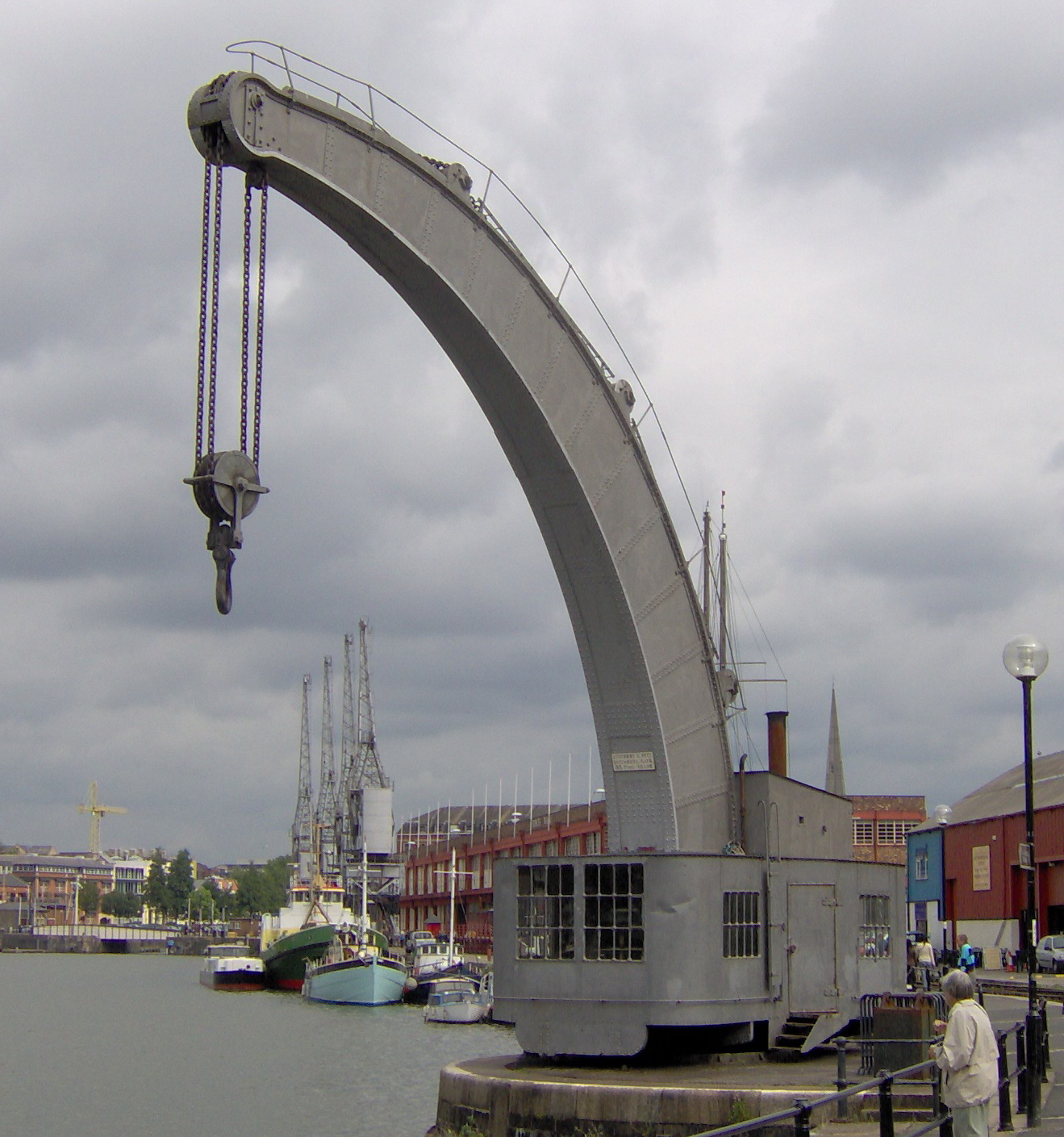
Fairbairn Steam Crane (1878)

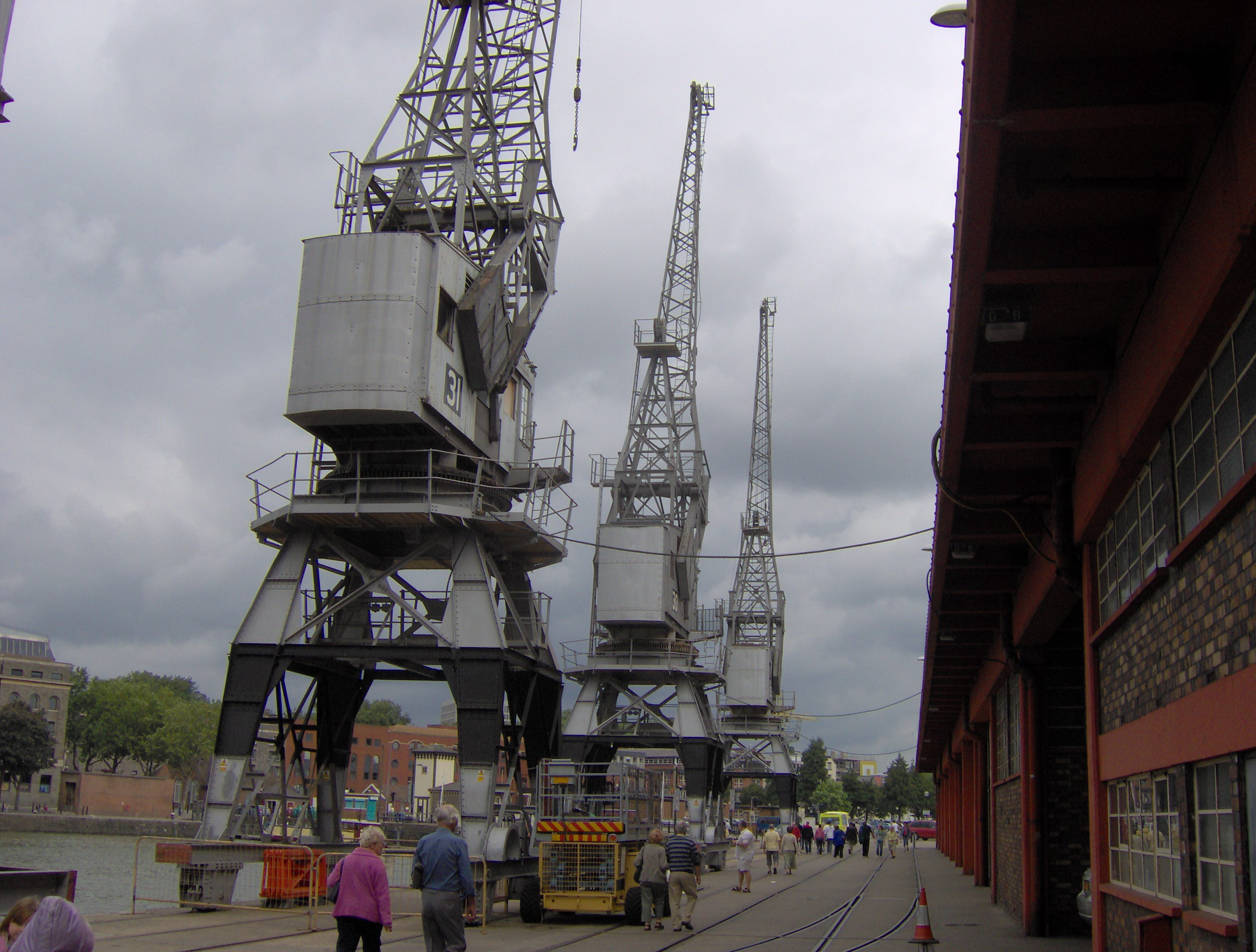
Cranes (1951) outside Bristol Industrial Museum